# 蒙特圣贾科莫
蒙特圣贾科莫（義大利語：Monte San Giacomo），是意大利萨莱诺省的一个市镇。总面积51平方公里，人口1655人，人口密度32.5人/平方公里（2009年）。ISTAT代码为065075。